# Aegiochus vigilans
Aegiochus vigilans là một loài chân đều trong họ Aegidae. Loài này được Haswell miêu tả khoa học năm 1881.